# Eubrephulus bicallosa
Eubrephulus bicallosa is een slakkensoort uit de familie van de Enidae. De wetenschappelijke naam van de soort is voor het eerst geldig gepubliceerd in 1847 door L. Pfeiffer.